# François Bugingo
François Bugingo (né en 1974 à Kisangani, au Congo) est un journaliste canadien d'origine rwandaise, spécialisé dans l'actualité internationale. Il fut vice-président de la section « Monde » de Reporters sans frontières jusqu'en 2010, ainsi que fondateur et président de la section canadienne de cet organisme.
En mai 2015, à la suite de la parution d'un article de La Presse l'accusant d'avoir inventé des reportages « de toutes pièces » au cours de sa carrière, il admet avoir commis plusieurs « fautes journalistiques » et déclare se retirer momentanément de la vie publique. Il rend sa carte de presse en juin 2015.

## Carrière
D'origine rwandaise, François Bugingo naît en 1974 à Kisangani en République démocratique du Congo (à l'époque dénommée Zaïre). Il étudie tout d'abord le droit, puis décide de se tourner vers le journalisme. 
Après le génocide, il a travaillé au Rwanda au journal L'arc-en-ciel et fonde l'Association des journalistes rwandais.
Il arrive au Québec en 1997, et dit avoir été séduit par le pacifisme qui y régnait, contrastant avec la guerre qu'il avait connue dans sa vie. Il écrit cette même année deux livres sur le Rwanda : Africa Mea : le Rwanda et le drame africain ainsi que La Mission au Rwanda : entretiens avec le général Guy Tousignant.
François Bugingo devient[Quand ?] vice-président de la section « Monde » de Reporters sans frontières, ainsi que fondateur et président de la section canadienne de cet organisme (section désormais disparue). Il démissionne cependant le 24 septembre 2010, alors que la section canadienne est en sérieuses difficultés financières. 

### Animateur
Il fut animateur de plusieurs émissions au cours de sa carrière :
- animateur de l'émission Points chauds à la station Télé-Québec ;
- animateur de l'émission « Mon Israël » diffusée sur les ondes de la chaîne Évasion ;
- collaborateur couvrant les nouvelles internationales à l'émission Dutrizac au 98,5 FM.

Pendant l'été 2007, il anime l'émission de radio Parce que c'est l'été à l'antenne de la Première Chaîne de Radio-Canada. En 2007-2008, il remplace occasionnellement l'animatrice Christiane Charette, particulièrement pendant la période des fêtes 2007 à l'émission Au détour du monde. Été 2008, il anime Sans détour, toujours à Radio-Canada. Depuis 2007, il anime un mois sur deux des conférences sur des enjeux internationaux au Musée de la civilisation à Québec.
À partir de janvier 2009, il commente l'actualité, la politique et la culture dans l'émission Génération 2000 présentée sur les ondes de Musimax. Cette émission passe en revue les événements marquants de chaque année de la décennie 2000.
En 2011, il devient l'animateur de la première émission La course Évasion autour du monde diffusée sur le canal Évasion. Le 9 septembre 2013, il co-anime la nouvelle émission d'informations internationales 30 sur le radar sur la chaîne LCN.

### Faux reportages
Le 23 mai 2015, le journal La Presse publie un article démontrant que François Bugingo a romancé ou inventé de toutes pièces plusieurs reportages et expériences de son parcours journalistique. Bugingo annonce par voie de communiqué qu'il se retire momentanément de la vie publique. Le 27 mai, la station 98,5 FM accepte sa démission.
Le 29 mai, il avoue sur son compte Facebook avoir commis plusieurs « fautes journalistiques », tout en se disant victime de « lynchage médiatique ».
Le 5 juin, il remet sa carte de presse à la Fédération professionnelle des journalistes du Québec (FPJQ).
En juin 2017, il fait sa première apparition publique depuis l'affaire dans l'émission Y'a du monde à messe, où il est interviewé par Christian Bégin : il se confie sur les répercussions de cet évènement sur sa vie, et dit être désormais conseiller en communication.

## Publications
- Africa Mea : le Rwanda et le drame africain, Éditions Liber, 1997, 248 p. (ISBN 978-2-921569-41-5)
- La Mission au Rwanda : entretiens avec le général Guy Tousignant, Éditions Liber, 1997, 282 p. (ISBN 978-2-921569-45-3)
- Rebelle sans frontières (préf. Jean-Christophe Rufin), Éditions du Boréal, 2005, 350 p. (ISBN 978-2-7646-0386-4)en collaboration avec Marc Vachon

## Prix et distinctions
En février 2009, il est lauréat du mois de l'histoire des Noirs à Montréal[réf. souhaitée].